# Нантикок (река)
Нантикок (англ. Nanticoke River) — река на полуострове Делмарва, северо-восток США. Длина реки — 103,5 км.
Берёт начало на юге округа Кент штата Делавэр, откуда течёт на юго-запад через округ Сассекс, Делавэр, прочерчивает границу между округами штата Мэриленд Дорчестером и Уайкомико и впадает в Чесапикский залив. Общая протяжённость реки — 103, 5 км. Основным притоком Нантикока является река Маршихоуп. Река была впервые исследована и нанесена на карты английским мореплавателем Джоном Смитом.

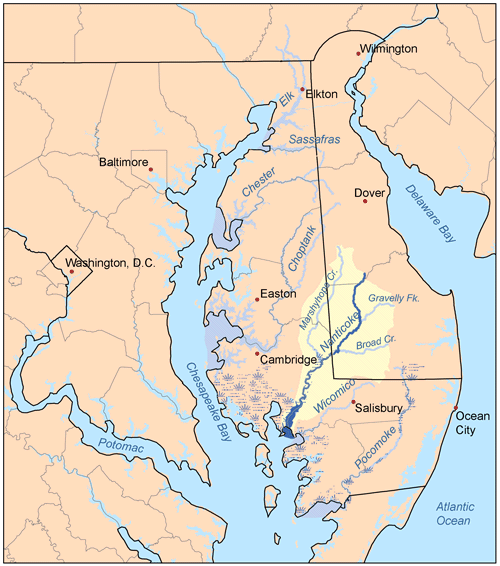
Бассейн Нантикока

По реке проходят два утверждённых правительством туристических маршрута (один — по её делавэрской части, второй — по мэрилендской). В 1990 году её дно было углублено в целях облегчения судоходства. В 2012 году было предложено повторное проведение таких работ.